# Mauro Codussi
Mauro Codussi (ook gespeld als Coducci; ca. 1440 – 1504) was een Italiaanse architect uit de vroege renaissance, vooral actief in Venetië. Hij wordt beschouwd als een van de belangrijkste figuren in de introductie van de renaissancestijl in de Venetiaanse architectuur.

## Leven en werk
Codussi werd geboren in Lenna, in de provincie Bergamo. Over zijn vroege leven is weinig bekend. In 1469 werd hij voor het eerst vermeld als architect van de kerk van San Michele in Isola, het eerste gebouw in Venetië dat expliciet renaissancistische architectuurelementen bevatte.
Hij ontwierp diverse kerken en paleizen in Venetië en speelde een sleutelrol in de overgang van de gotische naar de renaissancebouwstijl. Zijn ontwerpen zijn herkenbaar aan hun klassieke proporties, harmonieuze compositie en het gebruik van wit Istrisch kalksteen.

## Belangrijkste werken
- Chiesa di San Michele in Isola
- Façade van de San Zaccaria
- Campanile van San Pietro di Castello
- Palazzo Zorzi Galeoni
- Palazzo Corner Spinelli
- Façade van San Giovanni Crisostomo
- Interieur en gevel van San Salvador

## Invloed
Codussi's werk had een grote invloed op de Venetiaanse architectuur. Hij wordt gezien als een voorloper van latere meesters zoals Jacopo Sansovino en Andrea Palladio. Zijn vermogen om klassieke vormen aan te passen aan de unieke stedelijke en structurele context van Venetië was vernieuwend voor zijn tijd.

## Overlijden
Mauro Codussi overleed in Venetië in 1504.